# Resort fee
Eine Resort fee ist eine verpflichtende Abgabe, die durch Hotels in einigen Urlaubsregionen erhoben wird und diverse Annehmlichkeiten und Dienstleistungen enthält, die normalerweise separat vom Gast gebucht und gezahlt werden müssen.

## Herkunft und Erhebung
Eine Resort fee wurde erstmals 1997 und vermehrt in den letzten Jahren primär durch Hotels in den USA als pauschale Inrechnungstellung von Hotelkosten praktiziert. Dabei wird Gästen pro Nacht und Zimmer ein fixer, saisonunabhängiger Betrag beim Check-in oder Check-out berechnet.
Ein offizieller deutscher Begriff für diese Abgabe existiert nicht. 

## Verbreitung und Höhe
Eine Resort fee wird derzeit fast ausschließlich in den USA erhoben, dort insbesondere in den Staaten Florida und Nevada (hier primär in Reno und Las Vegas), aber auch auf Hawaii und teilweise in New York City. Üblich sind Abgaben zwischen 15,- USD und 40,- USD pro Zimmer und Tag, in Einzelfällen kann eine Resort fee aber auch deutlich mehr betragen. Die gestiegene Bedeutung ist insbesondere durch die USA-weit deutlich ansteigende Summe erhobener Resort fee ersichtlich. Gemäß Daten der New York University wurden 2011 über 1,85 Milliarden USD (entspricht knapp 1,4 Milliarden EUR) an Resort fee mit Übernachtungen in den USA eingenommen. Gleichzeitig scheinen die Margen bei einer Resort fee mit 80 % – 90 % der erhobenen Abgaben einen nennenswerten Beitrag an der Erträgen der Hotels zu generieren.

## Enthaltene Leistungen
Häufig sind in der Resort fee freier Internetzugang aus dem Hotelzimmer, kostenlose Telefonanrufe, Tageskarten für Fitnessräume und kostenfreie Getränke enthalten, in seltenen Fällen auch Tageszeitungen, Schuhputzservice und andere Dienstleistungen.

## Abgrenzung zur Kurtaxe
Eine Kur- oder Ortstaxe wird in der Regel auf Basis regionaler Vorschriften durch eine Unterkunft im Auftrag einer öffentlichen Institution (zum Beispiel einer Gemeinde) eingetrieben, an diese abgeführt und soll meist die mit der touristischen Nutzung einer Region entstehenden Mehrausgaben für Projekte und Infrastruktur finanzieren. Eine Resort fee wird durch das jeweilige Hotel im eigenen Namen erhoben, um die Einnahmen der vermieteten Unterkünfte zu steigern und Vermittlungsprovision eines Reisevermittlers zu senken, die häufig einen prozentualen Anteil am Reisepreis beträgt.

## Kritik
Eine Resort fee kann Preisvergleiche in Urlaubsregionen, in denen sie erhoben werden, deutlich erschweren, da entsprechende Vergleichsportale häufig die Abgaben nicht enthalten oder nicht ausweisen können. Ein Angebot mit einer schwer erkennbaren Resort fee kann so für Kunden deutlich günstiger scheinen, als es wirklich ist. Ähnlich ist die Situation bei Pauschalreisen, auch hier muss ein Reisender genau prüfen, ob das Angebot des Reiseveranstalter eine mögliche Resort fee enthält oder diese zusätzlich bei Anreise entrichtet werden muss.